# Spirits... Live
Spirits... Live è un disco dal vivo di Justin Hayward, chitarrista e voce del gruppo rock inglese dei Moody Blues, pubblicato nel 2014 e registrato negli Stati Uniti d'America, al Buckhead Theatre di Atlanta (Georgia).
Il video del concerto è stato pubblicato nello stesso anno in bluray e DVD.

## Tracce
1. Tuesday Afternoon
2. It's Up to You - Lovely to See You
3. In Your Blue Eyes
4. The Western Sky
5. Land of Make Believe
6. New Horizons
7. In the Beginning
8. One Day, Someday
9. The Eastern Sun
10. It's Cold Outside of Your Heart
11. Your Wildest Dreams
12. Forever Autumn
13. Question
14. Nights in White Satin
15. I Know You're Out There Somewhere

## Formazione
- Justin Hayward: chitarra, voce
- Mike Dawes: chitarra
- Alan Hewitt: tastiera, voce
- Julie Ragins: tastiera, percussioni, voce